# Лакунарність
Лакунарність (від лат. lacuna — порожнина) — поняття фрактальної геометрії, що позначає міру того як фрактал заповнює простір. Цей поняття використовується для подальшої класифікації фракталів, які мають ту ж саму фрактальну розмірність, але візуально доволі відрізняються.
Щільні фрактали мають низьку лакунарність. Зі зростанням зернистості фракталу, зростає і лакунарність. Інтуїтивно лакунарність асоціюється з порожнинами, тому більше порожнин — більша лакунарність.
Зазвичай лакунарність позначається літерою L.